# Rectoria de Sant Andreu d'Oristà
La Rectoria de Sant Andreu d'Oristà és una antiga rectoria habilitada com a museu d'Oristà (Lluçanès) inclosa a l'Inventari del Patrimoni Arquitectònic de Catalunya.

## Descripció
La rectoria de l'església de Sant Andreu d'Oristà és actualment un edifici molt reconstruït, amb els murs de pedres escairades subjectades amb ciment i la coberta de teules adoble vessant. L'edifici ha estat adaptat a les funcions de museu de Terrissa amb el que les diverses sales estàn unides per un recorregut. A la part exterior encara són visibles algunes estructures antigues com una tina cilíndrica.
A la vorera del davant de l'edifici es conserven algunes de les lloses mortuòries amb inscripcions que es varen treure del paviment de l'església després del descobriment de la cripta.

## Història
La parròquia de Sant Andreu d'Oristà és documentada el 31 de maig del 942 a través d'una venda. L'edifici ha perdut les funcions de rectoria i s'ha adaptat com a Museu de Terrissa Catalana.